# Amt Wilstermarsch
Das Amt Wilstermarsch ist ein Amt im Westen des Kreises Steinburg in Schleswig-Holstein. Der Verwaltungssitz befindet sich in der Stadt Wilster, die selbst nicht dem Amt angehört, für die das Amt aber die Verwaltungsgeschäfte wahrnimmt.

## Amtsangehörige Gemeinden
| 1. Aebtissinwisch 2. Beidenfleth 3. Brokdorf 4. Büttel 5. Dammfleth | 1. Ecklak 2. Kudensee 3. Landrecht 4. Landscheide 5. Neuendorf-Sachsenbande | 1. Nortorf 2. Sankt Margarethen 3. Stördorf 4. Wewelsfleth |

## Geschichte

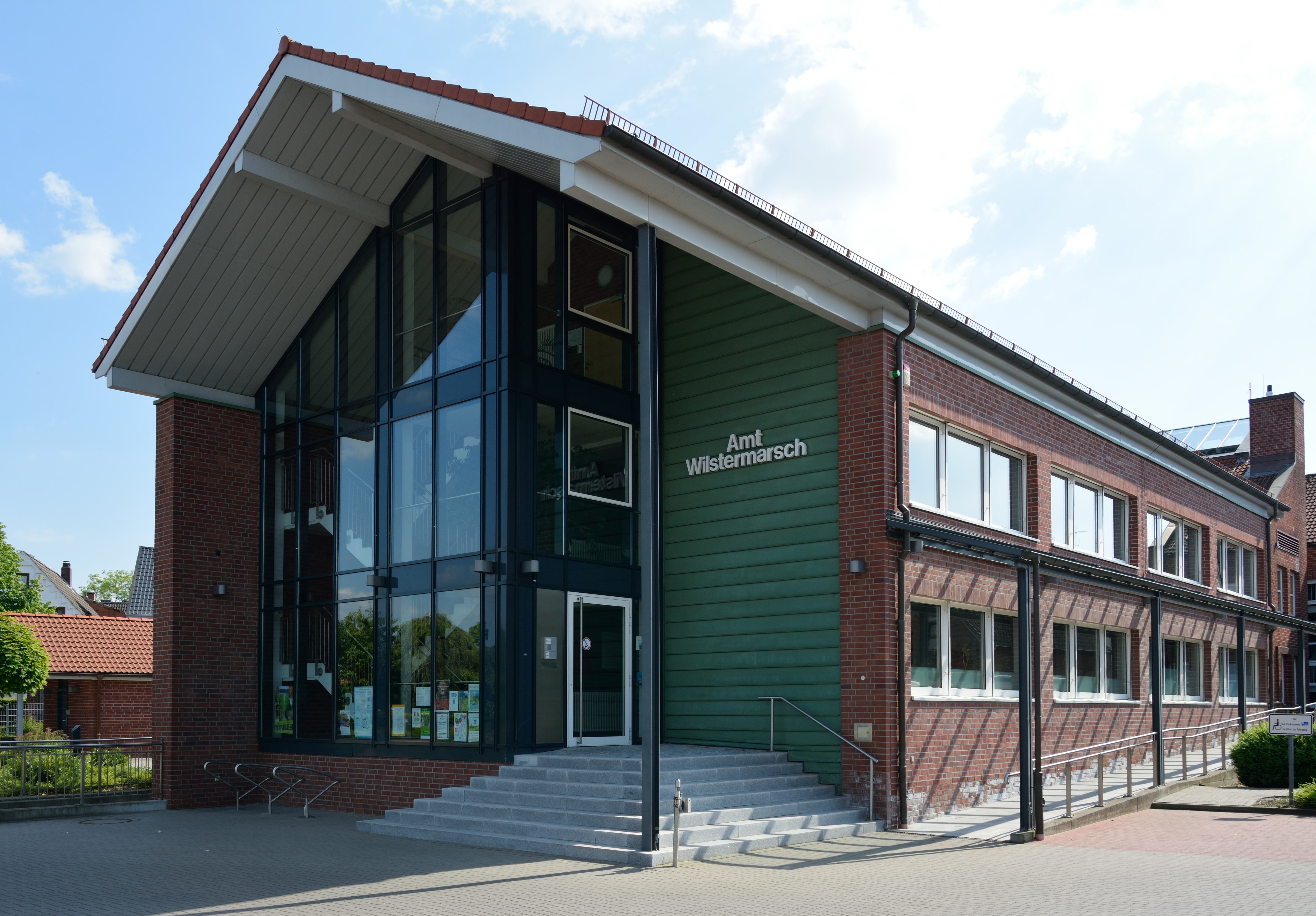
Amtsverwaltung in Wilster

Das Amt Wilstermarsch entstand 1970 aus den Ämtern Sankt Margarethen, Wewelsfleth und Wilster-Land. Seit dem 1. Juli 2005 gibt es eine Verwaltungsgemeinschaft mit der Stadt Wilster. Seitdem nimmt das Amt die Verwaltungsgeschäfte für die Stadt wahr.

## Wappen
Blasonierung: „In Blau der golden nimbierte, silbern und golden gekleidete Christus, die rechte Hand zum Segen erhoben, in der linken die rote Weltkugel mit goldenem Kreuz haltend.“
Die einzige Figur im Wappen des Amtes Wilstermarsch, Christus als Salvator mundi mit der Weltkugel in der linken Hand dargestellt, findet sich neben dem holsteinischen Nesselblatt und dem Stormarner Schwan ebenfalls im Steinburger Kreiswappen von 1928. Sowohl die Darstellung auf dem älteren Kreiswappen als auch die des jüngeren Amtswappens stellen einen Rückgriff auf das 1607 zuerst belegte Siegel der alten, Ende des 19. Jahrhunderts aufgehobenen Wilstermarschkommüne dar. Diese nahm als Verwaltungskörperschaft zwar vielfach andere Aufgaben war, als das heutige Amt, kann aber als dessen Vorgängerin betrachtet werden, was die Verwendung des Salvatormotivs im Amtswappen rechtfertigt. Wie der Hinweis auf Christus als Erlöser in dem gleichfalls frühneuzeitlichen Siegel von Garding ist auch die Motivwahl für das Siegel der Wilstermarschkommune nicht erklärbar.